# Jowisz i Io (obraz Correggia)
Jowisz i Io – obraz namalowany w 1532 (lub 1531) przez włoskiego artystę renesansowego, Antonia Allegriego da Correggia, który obecnie znajduje się w zbiorach Muzeum Historii Sztuki w Wiedniu (Kunsthistorisches Museum Wien).